# Радомысловка
Радомысловка (укр. Радомислівка) — село, 
Ржавчикский сельский совет,
Первомайский район,
Харьковская область.
Код КОАТУУ — 6324586803. Население по переписи 2001 года составляет 10 (4/6 м/ж) человек.

## Географическое положение
Село Радомысловка находится у истоков безымянной пересыхающей речушки, которая через 8 км впадает в реку Орелька.
К селу примыкает село Победа.
Через село проходят автомобильная дорога Т-2107 и железная дорога, ближайшая станция Беляевка в 3-х км.

## Происхождение названия
- В некоторых документах село называют Радомисловка.

## История
- 1700 — дата основания.